# یونکرس و ۳۳
یونکرس و ۳۳ یک هواپیمای ترابری تک‌موتوره آلمانی بود. این هواپیما نسبت به هواپیماهای تولید شده در دوران خود (دهه ۲۰ میلادی) آیرودینامیک‌تر بود و ساختاری پیشرفته‌تر داشت.
این هواپیما دارای یک بال تمام فلزی بود.
یونکرس و۳۳ نخستین هواپیمایی بود که توانست شرق به غرب اقیانوس اطلس را بدون توقف پرواز کند. از این مدل ۲۰۰عدد تولید شد.
یونکرس و ۳۳ نخستین بار در ژوئن ۱۹۲۶ در مسابقات جهانی شرکت کرد و مقام دوم را کسب کرد.

## مشخصات
این هواپیما دارای ۴ صندلی بود و کنسولی تمام فلزی و تمام آیرودینامیک داشت. یونکرس و ۳۳ فقط دارای یک بال بود.
تمام هواپیماهایی که بعد از این مدل در کمپانی یونکرس تولید شدند همگی دارای یک بال بودند. این طراحی و فناوری در عصری که همه هواپیماها دوباله بودند بسیار شاخص محسوب می‌شد.

## کاربری
یونکرس و ۳۳ علاوه بر کاربری مسافری جنبه نظامی نیز داشت، با استفاده از بدنه تمام آلومینیومی (دورالومین) آن امکان تغییر کاربری آن از مسافربری به بمب افکن نیز امکانپذیر بود.

## یونکرس و۳۳ در ایران

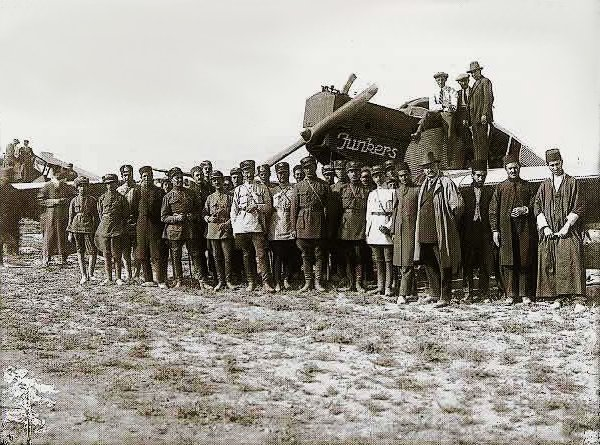
یک فروند هواپیمای یونکرس (اثر آنتوان سوریوگین)

در سال ۱۹۲۹ میلادی ۳ فروند از این مدل هواگرد تحویل نیروی هوایی شاهنشاهی ایران شد.